# Línea 541 (Mar del Plata)
La línea 541 es una línea de colectivos del Partido de General Pueyrredón la cual está identificada con el color rojo y pertenece a la empresa Transporte 25 de Mayo S.R.L. Su anterior operadora fue la empresa 9 de Julio S.R.L.

## Recorrido
Haciendo Click Aquí podrá consultarse el recorrido de la Línea 541

### Ida
C. Scaglia - Los Granados - San Francisco de Asís - Las Maravillas - Av. Fray Luis Beltrán  - Av. Carlos Tejedor - Av. Juan Héctor Jara -  Rivadavia - Marconi - Av. Pedro Luro - Av. Patricio Peralta Ramos - Buenos Aires - Castelli - San Luis.

### Vuelta
Alvarado - Sarmiento - Av. Patricio Peralta Ramos - Diagonal Alberdi Sur - Av. Pedro Luro - Av. Juan Héctor Jara - Av. Carlos Tejedor - Av. Fray Luis Beltron - Las Maravillas - San Francisco de Asís - Los Granados - C. Scaglia.